# Legatus Augusti pro praetore
Legatus Augusti pro praetore (nghĩa đen: "phái viên của hoàng đế - quyền pháp quan") là danh hiệu chính thức của thống đốc ở một số tỉnh của Hoàng đế của đế chế La Mã trong thời kỳ Nguyên thủ, thông thường ở những nơi mà một hay nhiều quân đoàn đồn trú. Tỉnh đã được gọi là tỉnh của hoàng đế có nghĩa là thống đốc của tỉnh đó được bổ nhiệm bởi các hoàng đế, trái ngược với các tỉnh của Viện nguyên lão, mà thống đốc (gọi là Quyền chấp chính quan) đã được bầu bởi Viện Nguyên lão và Nhân dân La Mã.